# Mount Weld
Der Mount Weld ist eine Erzlagerstätte, die im Tagebau abgebaut wird. Sie befindet sich etwa 30 Kilometer südlich von Laverton und 120 Kilometer östlich von Leonora in Western Australia. Der Berg birgt das bislang größte bekannte Vorkommen von Metallen der Seltenen Erden außerhalb von China. Er liegt in den östlichen Goldfeldern von Western Australia.

## Hintergrund
Seltene Erden mineralisierten in dem im Proterozoikum entstandenen Mount Weld in einem mit Karbonatit gefüllten Vulkanschlot. Die Minerale der Seltenen Erden entstehen, wenn Gesteine unter hohen Druck und Temperaturen in die Erdkruste geraten und wieder erstarren.
Bereits im Jahr 1966 wurde bei einer aeromagnetischen Untersuchung, die durch das Bureau of Mineral Resources durchgeführt wurde, eine ausgeprägte magnetische Anomalie in Verbindung mit einer großen kreisförmigen Struktur entdeckt, die unter dem quaternären Alluvium verborgen war. Detaillierte Schwerkraftuntersuchungen durch die Utah Development Company und die Union Oil Development Corporation zeigten, dass es sich hier um einen Kern mit hoher Dichte von rund 3 km Durchmesser handelt, der von einem 500 m breiten Ring mit geringerer Dichte umgeben ist. 1967 konnte durch Diamantbohrungen das Vorhandensein von Karbonatit bestätigt werden. Seit 1988 wurden durch unterschiedliche Unternehmen, wie Carr-Boyd Minerals oder Ashton Mining Ltd., umfangreichere Untersuchungen durchgeführt. Ab 1999 beteiligte sich die Lynas Corporation an dem Projekt und übernahm im April 2002 100 % der Mount Weld Rare Earths Pty Limited, die das Eigentum an der Lagerstätte besaß. Im Jahr 2008 wurden im südlichen Bereich des Mount Weld Erkundungsbohrungen bis in eine Tiefe von 5.346 Meter vorgetrieben. Abgebaut werden können die Oxide von Lanthan, Cer, Neodym, Praseodym, Samarium, Dysprosium, Europium und Terbium. In dem Carbonatitschlot befinden sich ferner Niob und Tantal.

## Abbau
Das Bergbaugebiet Mount Weld ist Eigentum von Lynas, die an der australischen Börse ASX gelistet ist. Das Seltenerdvorkommen in Mount Weld gliedert sich in zwei räumlich benachbarte Erschließungsfelder, dem Central Lanthanide Deposit (CLD) und dem Duncan Deposit. Das CLD umfasst nach Schätzungen von 2012 14,9 Millionen Tonnen Seltenerderz – oberhalb einer Ausschlussgrenze von 2 % Seltenerdoxidgehalt – mit durchschnittlich 9,8 % Gehalt, entsprechend 1,46 Millionen Tonnen Seltenerdoxiden.
Das Unternehmen hat erklärt, dass es weitere bergbauliche Erschließungen am Mount Weld vornehmen wird. Zur Finanzierung dieser Expansion hat die US-amerikanische Bank J. P. Morgan Lynas im Jahr 2009 einen Kredit in Höhe von 450 Millionen Australischen Dollar gewährt.
Lynas hat 2011 mit dem Abbau begonnen. Im Jahr 2009 hatte Lynas die Phosphatabbaurechte von Wesfarmers erworben und gewährt Forge Resources Limited in einen Untermietvertrag zur Erschließung der Phosphatressourcen. Die Seltenerdoxide werden in der Mt Weld-Konzentrationsanlage abgebaut und verarbeitet. Die Konzentrate werden dann in den Hafen von Kuantan in Malaysia verschifft, wo in einem neugebauten Werk Mitte in einer komplexen Reihe von Raffinerie- und Konzentrationsvorgängen hochwertige Seltenerdmineralien produziert werden. Ursprünglich sollte das Werk Anfang 2013 mit einer Jahresproduktion von 22.000 Tonnen eröffnet werden. Dazu wurde ein Liefervertrag mit einem japanischen Unternehmen abgeschlossen. Mit Siemens wurde ein Gemeinschaftsunternehmen zur Produktion von Dauermagneten gegründet.
Proteste der Bevölkerung wegen der Befürchtung der Freisetzung von radioaktivem Thorium bei der Aufarbeitung der gelieferten Seltenerderzkonzentrate haben die Genehmigung und Inbetriebnahme der Anlage erheblich verzögert. Die Internationale Atomenergie-Organisation IAEA erstellte dazu im Jahr 2011 ein Gutachten mit Empfehlungen für durchzuführende Maßnahmen. Eine vorläufige Betriebserlaubnis durch den Atomic Energy Licensing Board in Malaysia ist wegen Einsprüchen der Bürgerbewegung „Save Malaysia Stop Lynas“ erst im September 2012 erteilt worden.
Das staatliche chinesische Rohstoff-Unternehmen, die China Non Ferrous Metal Mining, hat 2009 versucht, Eigentumsanteile von Lynas aufzukaufen, was die australischen Behörden nicht zuließen. Da China dadurch 35 Prozent weniger Seltene Erden exportieren wurden, hat das Vorkommen am Mount Weld große wirtschaftliche Bedeutung über Australien hinaus.
Im Jahr 2020 installierte Lynas am Mount Weld eine 14 Meter lange Trockneranlage zur Verbesserung der Betriebseffizienz. Bisher erfolgte die Trocknung des Seltenerdkonzentrat durch Sonnenwärme.